# Flying Daggers
Flying Daggers (kinesiska: 十面埋伏; pinyin: shí miàn mái fú) är en kinesisk film från 2004 i regi av Zhang Yimou efter manus av Li Feng och Wang Bin. 
Filmen var Zhangs andra wuxia-film (efter Hero).

## Handling
Under Tangdynastin uppstår en hemlig rörelse (Flying Daggers) mot regimen. Officerarna misstänker att dansösen Mei har kontakter med rebellrörelsen och försöker locka henne i en fälla. Men båda förälskar sig i Mei ...

## Rollista (i urval)
- Takeshi Kaneshiro - Jin
- Andy Lau - Leo
- Zhang Ziyi - Mei
- Song Dandan - Yee